# ديف لي (دي جيه)
ديف لي (بالإنجليزية: Dave Lee)‏ هو منتج أسطوانات ودي جيه وملحن بريطاني، ولد في 18 يونيو 1964 في وايت في المملكة المتحدة.

## وصلات خارجية
- ديف لي على موقع IMDb (الإنجليزية)
- ديف لي على موقع ميوزك برينز (الإنجليزية)
- ديف لي على موقع ميوزك برينز (الإنجليزية)
- ديف لي على موقع ميوزك برينز (الإنجليزية)
- ديف لي على موقع أول ميوزيك (الإنجليزية)
- ديف لي على موقع أول ميوزيك (الإنجليزية)
- ديف لي على موقع ديسكوغز (الإنجليزية)
- ديف لي على موقع ديسكوغز (الإنجليزية)
- ديف لي على موقع ديسكوغز (الإنجليزية)